# کاخ شکار استوپینیجی

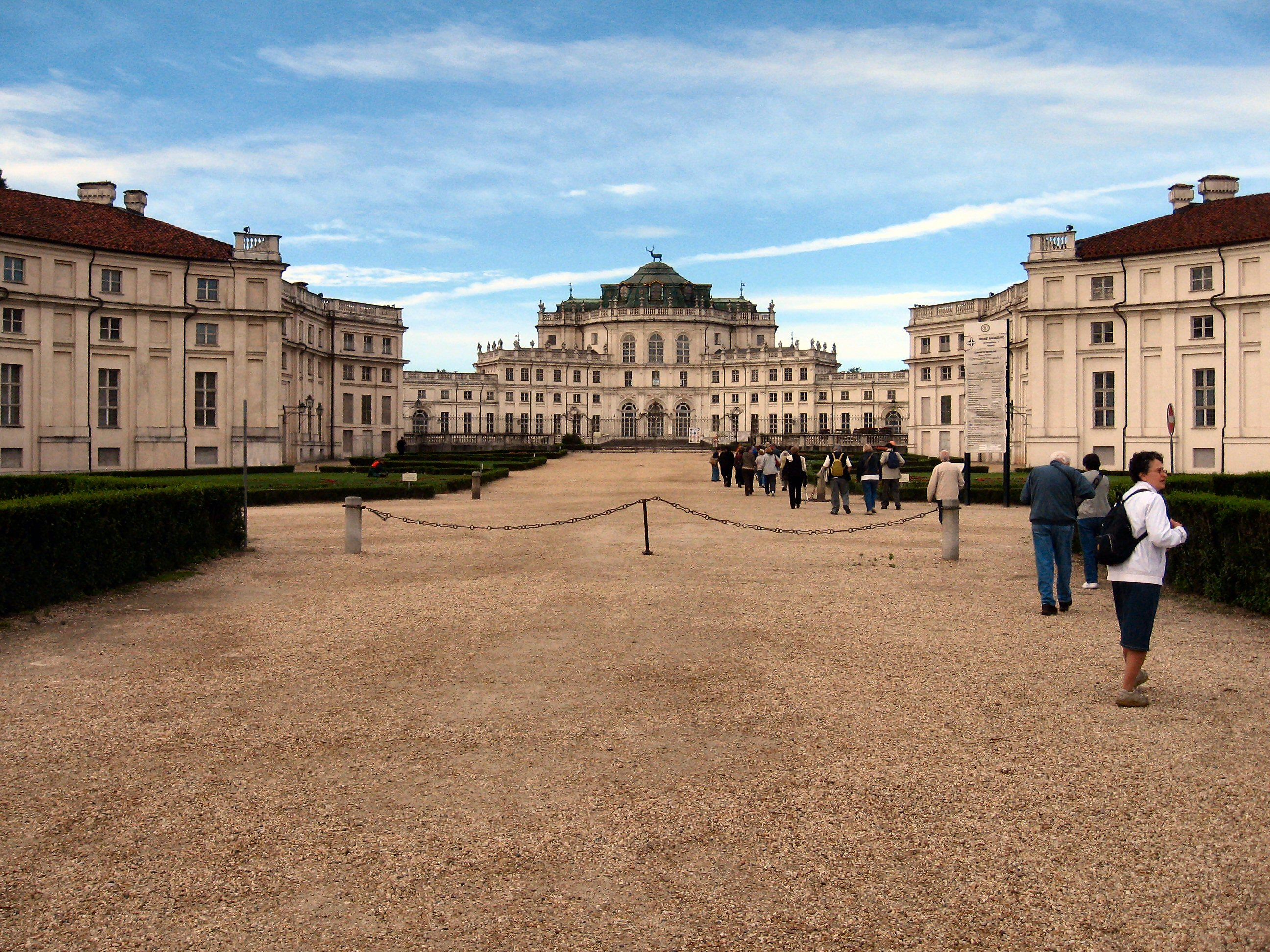
کاخ شکار استوپینیجی.

کاخ شکار استوپینیجی (ایتالیایی: Palazzina di caccia di Stupinigi پالاتزینا دی کاچا دی ستوپینینجی) کاخی به سبک باروک متعلق به خاندان سَوُی (Savoy) در سده ۱۸ میلادی توسط معمار فیلیپه جووارا در محوطه‌ای شامل جنگل و زمین‌های کشاورزی به مساحت ۱۷ کیلومتر مربع معادل ۱۷ میلیون مترمربع ساخته شد. جنگل‌های باقی‌ماندهٔ آن شامل جانورانی چون سنجاب، لک لک، خرگوش، سمور و خوکچه است. منطقه استوپینیجی در فاصلهٔ هشت و نیم کیلومتری جنوب غرب شهر تورین قرار دارد و خاندان سوی در تابستان‌ها به منظور شکار به این قصر می‌آمدند.

## ساختمان قصر
کوشک اصلی قصر گنبدی از برنز دارد که مجسمه‌ای از گوزن بر روی آن قرار داده شده‌است. نقشهٔ قصر نیز چه در بیرون و چه در درون از سر گوزن و شاخ‌های آن الهام گرفته‌است حتی درختان قصر نیز با همین شکل آرایش یافته‌اند. فضای زیر این گنبد از یک سالن اصلی بیضوی شکل با دو برابر ارتفاع معمول متصل به چهاربال به وسیلهٔ سه پنجرهٔ بسیار بزرگ آرکی شکل یا طاقدیسی که در قسمت بالایی خود مدور هستند و در سه خط در جلوی آن قرار می‌گیرند نوردهی می‌شود. این سالن توسط مبلمان و خرت و پرت‌های باقی‌مانده از ساکنان آن تزئین شده‌است. آپارتمان‌های اطراف کوشک اصلی بیش از حد تجملی هستند که خود دلیلی ست بر اینکه ناپلئون بناپارت در هنگام حضور در این منطقه این قصر را برای اقامت برگزیند. همچنین مراسم عروسی برادر لوئی شانزدهم با ماریا ترزا یکی از اعضای این خاندان در اینجا برگزار شد. حکومت خاندان سوی بر این منطقه در سال هزار و نهصد و چهل و شش میلادی پایان یافت. سرپرست فعلی این خاندان پرنس ایمون در حال حاضر در روسیه اقامت دارد.

## سرانجام قصر
در سال ۱۹۹۲ این مکان به همراه جنگل‌هایش در لیست مناطق حفاظت شده قرار گرفتند و بنای آن تبدیل به موزه شد. بازدید از آن سه شنبه تا یکشنبه از ساعت ۱۰ صبح تا ۶ بعد از ظهر امکان‌پذیز و بلیط آن برای بزرگسالان حدود ۸ دلار و برای افراد بین ۶ تا ۱۴ سال حدود ۶ دلار است بعلاوهٔ اینکه در نزدیکی آن چندین هتل برای اقامت قرار دارد. رفت‌وآمد هم با اتوبوس شمارهٔ ۶۳ از ایستگاه راه‌آهن نووا (Nouva) و تغییر آن به اتوبوس شمارهٔ ۴۱ میسر است.